# Desano
El desano és una llengua tucano de Colòmbia i Brasil. Té diversos noms alternatius, com Boleka, Desâna i Kusibi. Es parla principalment al nord-oest del Brasil i al sud de Colòmbia.

## Ubicació
La concentració principal de desanos es troba al riu Tiquié al Brasil i Colòmbia. També resideixen a prop del riu Papuri, i dels seus respectius afluents, i al riu Uaupés, a la frontera entre el Brasil i Colòmbia, i el riu Negro, així com a les ciutats de la zona (Cabalzar i Hugh-Jones).
Aquesta regió està poblada per diverses comunitats ètniques, sobretot els hupda, amb qui comparteixen diverses característiques lingüístiques i culturals.

## Característiques
La llengua desano té una semblança lèxica del 90% amb el siriano. S'ha informat que l'idioma té una forma de xiulet.

## Història
El poble desano s'ha enfrontat a la influència de forasters quan els espanyols i portuguesos van explorar la regió. Els van portar malalties externes, una de les quals era el xarampió, que va afectar negativament les comunitats circumdants. Aquests exploradors també van introduir el cristianisme a la regió. La majoria de la història del poble desano es coneix a través d'històries tradicionals explicades pels desano. Els grups tucanos van patir molt a mans dels portuguesos; de 1739 a 1760, els portuguesos van arribar a la regió de l'Alt Riu Negro on van capturar indígenes per vendre'ls com a esclaus. Segons Wilson de Lima Silva, en aquest termini, uns 20.000 indígenes van ser desplaçats de les seves llars i venuts com a esclaus. Del 1761 al 1829, els indígenes van continuar desplaçats a mesura que els portuguesos van establir nous pobles per als indígenes. Des d'aquest moment fins al 1920 és quan l'arribada de missioners va ser fomentada per un programa dirigit pel govern anomenat "civilização e catequese". Durant aquest temps, després de ser desplaçats de les seves comunitats, els pobles indígenes van recollir involuntàriament cautxú durant un moment en què s'aprofitava el cautxú natural a l'Amazònia.
El 1916, els salesians van arribar a la regió de l'Alt Riu Negro i van alliberar gradualment els indígenes de l'esclavitud; no obstant això, van procedir a enviar els nens indígenes a un internat on se'ls va privar de parlar la seva llengua materna i només se'ls va permetre parlar portuguès. Aquest sistema va provocar la pèrdua de moltes tradicions i costums culturals. A l'època moderna, molts desanos viuen als pobles i els nens estudien en portuguès a l'escola. Com que molts desanos ja no resideix a les seves comunitats natives i els nens reben educació en portuguès, la seva llengua materna es va perdent.

## Estudi sobre la llengua
Kaye va realitzar el primer estudi lingüístic extens del desano el 1970. En el seu estudi, va tractar els problemes sistemàtics de la llengua en termes de semàntica, fonètica i sintaxi. En el seu estudi, Kaye intenta comparar el desano, que segons les seves pròpies paraules, és "un llenguatge no documentat", amb els models sintàctics de Noam Chomsky com una manera primerenca de documentar i accedir formalment als patrons sintàctics del desano. A part d’això, Kaye també ha esbossat algunes característiques fonològiques del desano, com l'assimilació nasal, la coalescència vocal i l'epèntesi. Anys després, Chacon (2007) va dur a terme un projecte de comparació fonològica centrat en el tucano i el desano, que són llengües germanes de la mateixa família lingüística. La investigació de Chacon ha tingut en compte certs aspectes històrics relatius a la terra on es parlaven ambdues llengües, respectivament, per intentar estudiar més a fons la implicació de la història en els aspectes fonològics de la llengua.
Anys després, Silva (2012) ha dut a terme i ha publicat una investigació gramatical descriptiva sobre el desano. Centrant-se principalment en les pautes i regles morfològiques, Silva també ha esbossat certs patrons sintàctics del desano, en relació amb els antecedents històrics de la comunitat lingüística. Això inclou el sistema classificador de substantius i el sistema evidencial, tal com es descriu a les pròpies paraules de Silva. A part d'això, Silva també ha inclòs certes característiques fonològiques úniques del desano, com l'"harmonia nasal" ”Funció que rarament es troba en altres idiomes, que també ha estat estudiada prèviament.
De naturalesa similar, però podent diferir lleugerament d'un projecte de documentació lingüística, Miller (1999) ha dut a terme una investigació profunda basada en l'experiència primària sobre la llengua desano vivint amb els de Colòmbia. La seva publicació se centra principalment en les característiques sintàctiques del desano, incloent, entre d'altres, la idea de composició verbal, i acompanyat de diverses observacions fonològiques (Miller, 1999). La investigació de Miller també ha inclòs en la seva publicació exemples del dialecte boreka pora dels 22 dialectes documentats en desano, per tal de donar suport als arguments sintàctics suggerits (Miller, 1999).

## Fonologia

### Vocals
|         | Anterior | Central | Posterior |
| ------- | -------- | ------- | --------- |
| Tancada | i i      | ɨ ɨ     | u u       |
| Mitjana | e e      |         | o o       |
| Oberta  |          | a a     |           |

### Consonants
|            |            | Bilabial | Dental | Palatal | Velar | Glotal |
| ---------- | ---------- | -------- | ------ | ------- | ----- | ------ |
| Oclusives  | Sordes     | p p      | t t    |         | k k   | ʔ ʔ    |
| Oclusives  | Sonores    | b b      | d d    |         | g g   |        |
| Fricatives | Fricatives |          | s s    |         |       | h h    |
| Líquides   | Líquides   |          | r r    |         |       |        |
| Semivocals | Semivocals | w w      |        | y y     |       |        |

## Morfologia
Hi ha documentació exhaustiva de la morfologia desano de diversos estudiosos, principalment aportada per Reichel-Dolmatoff (en portuguès) i Silva (en anglès). En què Silva (2012) ha ofert un relat detallat que cobreix els aspectes nominals i verbals de la morfologia del desano. La morfologia nominal cobreix arrels nominals, pronoms, estructures de sintagma nominal (NP), mentre que la morfologia verbal cobreix arrels verbals, classes verbals i construccions verbals. En termes d’arrels nominals, Desano té noms bimoraics que segueixen certs requisits tonals, de manera que cada paraula conté almenys un to alt. En general, les paraules de Desano segueixen una estructura CVCV en termes de consonants i vocals, que és similar a la del japonès. Els noms desano tenen generalment una distinció masculí-femení, com es demostra en el seu inventari de pronoms. A més, els seus verbs distingeixen entre entitats «animades» i «inanimades», que tenen una estreta relació amb la naturalesa. A més, és evident que el desano presenta un tall clar entre éssers humans i éssers no humans pel que fa al seu lèxic, tal com il·lustra la seva estricta estructura de classe verbal. La classe verbal desano també detalla en singular o plural, animats de classe alta o baixa, i comptables i incomptables. En general, és clar que el desano segueix un ordre morfològic clar i estricte, que es detalla a partir de la pronunciació a l'elecció de paraules, i de l'estat físic a l'estat sobrenatural.